# Herbert Wimmer
Herbert "Hacki" Wimmer (n. 9 noiembrie 1944, Eupen, Belgia) este un fost fotbalist german care a jucat întreaga sa carieră la Borussia Mönchengladbach. În afară de câștigarea a cinci titluri de campion național și două Cupe UEFA cu Borussia Mönchengladbach, el a câștigat și Campionatul Mondial de Fotbal 1974 și Euro 1972 cu naționala Germaniei.

## Cariera
Herbert Wimmer și-a început cariera de fotbalist la echipa de juniori a Borussiei Brand. Între 1966 și 1978 el a jucat în 366 de meciuri în Bundesliga pentru Borussia Mönchengladbach, marcând 51 de goluri. Cu Gladbach el a câștigat 5 titluri naționale (1970, 71, 75, 76, 78), Cupa Germaniei în 1973 și Cupa UEFA în 1975. 
La început el juca pe poziția de atacant, dar la Mönchengladbach primordial a avut un rol mai defensiv, în spatele vedetei echipei din acea perioadă, mijlocașul playmaker Günter Netzer.
În perioada 1968 – 1976, Wimmer a jucat în 36 de meciuri pentru echipa națională de fotbal a Germaniei, pentru care a marcat patru goluri. Cu Germania Wimmer a câștigat Campionatul European de Fotbal 1972 – unde a înscris cel de-al doilea gol în victoria cu 3–0 asupra naționalei URSS – și Campionatul Mondial de Fotbal 1974, unde a jucat în două meciuri.

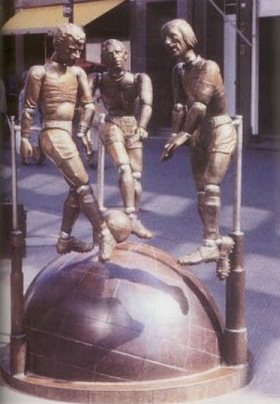
Monument dedicat tripletei legendare a Borussiei — Herbert Wimmer, Berti Vogts și Günter Netzer (de la stânga la dreapta), amplasat într-o zonă pietonală din Mönchengladbach

## Palmares
- Campionatul Mondial de Fotbal 1974 – câștigător
- Euro 1972 – câștigător
- Euro 1976 – finalist
- Cupa Campionilor Europeni – finalist: 1977
- Cupa UEFA – câștigător: 1974-1975
- Cupa UEFA – finalist: 1973
- Bundesliga – câștigător: 1970, 1971, 1975, 1976, 1977
- Bundesliga – finalist: 1974, 1978
- DFB-Pokal – câștigător: 1973